# Krystal Versace
Luke Fenn (Royal Tunbridge Wells, 10 de octubre de 2001), conocido profesionalmente como Krystal Versace, es una drag queen inglesa conocida por ganar la tercera temporada del programa de telerrealidad RuPaul's Drag Race UK. Al ser coronada a los 19 años, Krystal es la ganadora más joven de Drag Race. Originaria de Tunbridge Wells en Kent, tiene herencia grecochipriota a través de su abuela materna, es la primera descendiente de chipriotas en competir en la franquicia.

## Carrera
Krystal Versace empezó a hacer drag a los 13 años. En agosto de 2021, Versace fue anunciada como una de las doce concursante que competirían en la tercera temporada de RuPaul's Drag Race UK. Ganó los dos primeros desafíos principales, uno de ellos incluyó un lip sync entre las dos mejores contra Victoria Scone con la canción «Total Eclipse of the Heart» de Bonnie Tyler. En el noveno episodio, quedó entre los dos últimos lugares contra Vanity Milan y tuvo que hacer lip sync con la canción «Hallucinate» de Dua Lipa, finalmente ganó y pasó a los tres primeros juntó con Ella Vaday y Kitty Scott-Claus. Como parte del último desafío principal, tuvieron que escribir, grabar e interpretar su propio verso para un remix de «Hey Sis, It's Christmas» de RuPaul. Después de un lip sync por la corona con la versión de Dusty Springfield de «You Don't Own Me», Versace fue declarada ganadora, y se convirtió no solo en la finalista más joven de toda la franquicia, sino también la drag queen más joven en ganar el título.
Tras su victoria, participó en una gira de espectáculos de 29 fechas con el resto del elenco de la tercera temporada de RuPaul's Drag Race UK. También realizó una presentación en el London Palladium titulada The Next World,  que también realizó en Brighton y en el Manchester's Albert Hall de Mánchester, y las giras British Invasion Tour y War on the Catwalk por Estados Unidos junto a otras drag queens de la franquicia, como Brooke Lynn Hytes, Miz Cracker y Priyanka.
En 2022 grabó un sencillo benéfico junto a Ant & Dec, The Vivienne, y Lawrence Chaney titulado «We Werk Together».
Al ser una de las ganadoras de la franquicia de Drag Race, ha participado en las convenciones de drag queens DragCon LA en Los Ángeles en 2022, y participará en la RuPaul's DragCon UK 2023.

## Vida personal
Feen usa los pronombres she/her (ella) cuando esta en drag y los pronombres he/him (él) fuera de drag. Fenn es disléxico.

## Discografía

### Como artista principal
| Título                                                                    | Año  | Álbum              |
| ------------------------------------------------------------------------- | ---- | ------------------ |
| "We Werk Together" (juntó con Ant & Dec, The Vivienne, y Lawrence Chaney) | 2022 | Sencillo sin álbum |

### Como artista destacada
| Año  | Título                                                                                     | Álbum              |
| ---- | ------------------------------------------------------------------------------------------ | ------------------ |
| 2021 | "B.D.E. (Big Drag Energy) [Slice Girls]" (El reparto de RuPaul's Drag Race UK temporada 3) | Sencillo sin álbum |
| 2021 | "Hey Sis, It's Christmas" (RuPaul junto con el elenco RuPaul's Drag Race UK temporada 3)   | Sencillo sin álbum |

## Filmografía

### Televisión
| Año  | Título                                | Papel                    | Notas                                                         | Ref.   |
| ---- | ------------------------------------- | ------------------------ | ------------------------------------------------------------- | ------ |
| 2021 | RuPaul's Drag Race UK                 | Ella misma (concursante) | Ganadora                                                      |        |
| 2022 | Ant and Dec's Saturday Night Takeaway | Ella misma               | Actuando en el marco del espectáculo del End of the Show Show | [ 15 ] |

### Series web
| Año  | Título                      | Papel      | Notas           | Ref. |
| ---- | --------------------------- | ---------- | --------------- | ---- |
| 2021 | Cosmo Queens UK             | Ella misma | Cosmopolitan UK |      |
| 2021 | Kita and Anita's Happy Hour | Ella misma | Podcast; Guest  |      |

### Vídeos musicales
| Año  | Título                                | Artista(s) | Ref.   |
| ---- | ------------------------------------- | ---------- | ------ |
| 2021 | "Good Ones" (Vídeo de actuación drag) | Charli XCX | [ 16 ] |

## Premios y nominaciones
| Año  | Premio           | Categoría                               | Trabajo    | Resultados | Ref.          |
| ---- | ---------------- | --------------------------------------- | ---------- | ---------- | ------------- |
| 2022 | The WOWIE Awards | Best Instagram (The Curated Feed Award) | Ella misma | Ganadora   | [ 17 ] [ 18 ] |

| Predecesora: Lawrence Chaney | Ganadora de RuPaul's Drag Race UK 2021 | Sucesora: Danny Beard |